# Microsoft Windows
Microsoft Windows (slovensko znan kot  Okna ), izdelek podjetja Microsoft, je najbolj razširjen računalniški operacijski sistem, predvsem zaradi preprostega in intuitivnega uporabniškega vmesnika, ter široke programske podpore.
Pogosto so v operacijskih sistemih tudi luknje. Take luknje izkoriščajo zlonamerni programi: virusi, črvi in trojanski konji. Zato je pomembno dopolnjevanje OS z varnostnimi popravki.

## Začetki
Začetek Windowsa sega v leto 1981, ko so začeli projekt Interface Manager. Naznanjen je bil novembra 1983 pod imenom Windows 1.0, vendar je izšel šele novembra 1985, zaradi napak s tipkovnicami. Vseboval je programe slikar, kalkulator, koledar, terminal, pisalni program, uro in nadzorno ploščo. Celoten sistem je bila grafična lupina za MS-DOS, na katerem je bilo mogoče poganjati grafične programe.   
Windows 2.0 (oktober 1987) je izboljšan Windows 1.0. Vsebuje izboljšave v programih in boljšo podporo za spomin ter podporo za več grafičnih kartic. Windows 2.x je tudi prva različica sistema Windows, kjer je bilo mogoče natančno spremeniti velikost oken. Windows 2.1 je vseboval podporo za 386 in 286 procesorje. Apple je vložil tožbo proti Microsoftu, saj je bil Windows 2.0 identičen Apple Lisi.

## Pot k uspehu
Windows 3.0 (maj 1990) in 3.1 (marec 1992) sta imela izboljšan uporabniški vmesnik in gonilniški standard VxD. Windows 3.1 je požel uspeh, saj ga še danes uporabljajo v bankomatih in letaliških terminalih.
Windows 3.0 je izšel tudi v posebni izdaji "Windows Graphical Environment with Multimedia Extensions 1.0." Ta izdaja je vsebovala podporo za boljši zvok in grafiko. 
Windows 3.1 pa je izšel tudi v izdaji "Windows for Workgroups." To je bila prva različica sistema Windows, ki je imela popolno podporo za omrežje. 
Windows 95 (avgust 1995) je vseboval popolnoma nov uporabniški vmesnik, podporo za daljša imena, Internet Explorer, avtomatsko zaznavanje in namestitev nove strojne opreme. Windows 95 je prvi 32 bitni operacijski sistem namenjen domačim uporabnikom. Prvič je mogoče trajno shraniti ikone in datoteke na namizje. To je tudi prva različica, ki za delovanje ne potrebuje operacijskega sistema MS-DOS.  

## Na vrhu
Windows 98 (junij 1998) je bil prenovljen Windows 95 z boljšo podporo za USB naprave, prenovljenim namizjem in drugimi izboljšavami. Windows 98 je požel zelo velik uspeh, saj so že prvi dan prodali 250.000 kopij. Leta 1999 je izšel tudi Windows 98 Second Edition, druga izdaja, ki je vsebovala izboljšave.
Windows Millennium Edition (Me) je izšel septembra 2000. Vseboval je veliko novosti, kot so System Restore, Windows Media Player 7, System Monitor in druge. Namenjen je bil domačim uporabnikom. Imel je preobleko podobno Windows 2000. Znan je bil po nestabilnosti, zato je bil velikokrat kritiziran glede učinkovitosti in zanesljivosti delovanja. 

## Nova tehnologija
Microsoft je opustil DOS linijo in postavil NT tehnologijo kot glavno, ki je bila prej sicer namenjena samo poslovnim uporabnikom. Ta je prinesla stabilnost in zanesljivost.
Windows 2000 je izšel februarja 2000. Preden je Microsoft preimenoval linijo NT operacijskih sistemov, je bil Windows 2000 znan tudi kot Windows NT 5.0. Vseboval je mnogo novosti kot je nov datotečni sistem NTFS, ki je podpiral datoteke večje od 4 gigabajtov; sistem kodiranja datotek; izboljšano dosegljivost; obnovitveno konzolo in sistemska orodja. Namenjen je bil strežnikom in poslovnim uporabnikom
Windows XP je izšel avgusta 2001. Namenjen je predvsem domačim uporabnikom. Vsebuje prenovljen uporabniški vmesnik in veliko novosti. Izšel je v šestih različicah:
- Professional - namenjen poslovnim uporabnikom
- Home - namenjen domačim uporabnikom
- Starter - najcenejša osnovna izdaja
- Media Center Edition - posebna multimedijska izdaja
- 64 bit - Izdaja za računalnike s 64 bitnim procesorjem
- Tablet - izdaja za tablične računalnike

Windows Vista je izšla januarja 2007. Med Visto in XP je največji časovni presledek v zgodovini Windows. Bila je mnogokrat preložena in veliko kritizirana zaradi počasnega vmesnika. Izšla je v šestih različicah:
- Starter - najcenejša osnovna izdaja
- Basic - osnovna različica za nove uporabnike
- Home Premium - za naprednejše domače uporabnike
- Buisness - za poslovne uporabnike
- Enterprise - za strežnike
- Ultimate - različica, ki vsebuje vse lastnosti vseh različic

Windows 7 je izšel oktobra 2009. Windows 7 je izboljšana različica Windows Viste in ima močno prenovljen grafični vmesnik. Izšel je v šestih različicah:
- Starter - za netbooke (ni v prodaji)
- Basic - osnovna različica (ni v prodaji)
- Home Premium - za domačo rabo
- Profesional - za poslovne uporabnike
- Ultimate - različica, ki vsebuje vse lastnosti vseh različic
- Enterprise - enake funkcije kot Ultimate, a brez priloženih iger in Media Centra; namenjeno za podjetja

## Različice in kodna imena
| Datum izida    | Ime izdelka                                    | Trenutna verzija | Kodno ime                         | Posodobitve | Zadnji IE |
| -------------- | ---------------------------------------------- | ---------------- | --------------------------------- | ----------- | --------- |
| November 1985  | Windows 1.01                                   | 1.01             | -                                 | Nepodprt    | -         |
| November 1987  | Windows 2.03                                   | 2.03             | -                                 | Nepodprt    | -         |
| Marec 1989     | Windows 2.1x                                   | 2.11             | -                                 | Nepodprt    | -         |
| Maj 1990       | Windows 3.0                                    | 3.0              | -                                 | Nepodprt    | -         |
| Marec 1992     | Windows 3.1x                                   | 3.1              | Janus                             | Nepodprt    | 5         |
| Oktober 1992   | Windows za delovne skupine 3.1                 | 3.1              | Kato, Sparta                      | Nepodprt    | 5         |
| Julij 1993     | Windows NT 3.1                                 | NT 3.1           | NT OS/2                           | Nepodprt    | 5         |
| December 1993  | Windows za delovne skupine 3.11                | 3.11             | Snowball                          | Nepodprt    | 5         |
| Januar 1994    | Windows 3.2 (samo v poenostavljeni kitajščini) | 3.2              | -                                 | Nepodprt    | 5         |
| September 1994 | Windows NT 3.5                                 | NT 3.5           | Daytona                           | Nepodprt    | 5         |
| Maj 1995       | Windows NT 3.51                                | NT 3.51          | Daytona                           | Nepodprt    | 5         |
| Avgust 1995    | Windows 95                                     | 4.0.950          | Chicago                           | Nepodprt    | 5.5       |
| Julij 1996     | Windows NT 4.0                                 | NT 4.0.1381      | SUR (Shell Update Release), Cairo | Nepodprt    | 6         |
| Junij 1998     | Windows 98                                     | 4.10.1998        | Memphis                           | Nepodprt    | 6         |
| Maj 1999       | Windows 98 SE                                  | 4.10.2222        | -                                 | Nepodprt    | 6         |
| Februar 2000   | Windows 2000                                   | NT 5.0.2195      | Windows NT 5.0                    | Nepodprt    | 6         |
| September 2000 | Windows Me                                     | 4.90.3000        | Millennium                        | Nepodprt    | 6         |
| Oktober 2001   | Windows XP                                     | NT 5.1.2600      | Whistler, Trainyard, Springboard  | Nepodprt    | 8         |
| Marec 2003     | Windows XP x64                                 | NT 5.2.37910     | Whistler x64                      | Nepodprt    | 6         |
| April 2003     | Windows Server 2003                            | NT 5.2.3790      | Whistler Server                   | Nepodprt    | 8         |
| April 2005     | Windows XP Professional x64                    | NT 5.2.3790      | Whistler x64                      | Nepodprt    | 8         |
| Julij 2006     | Windows Fundamentals for Legacy PCs            | NT 5.1.2600      | Eiger                             | Nepodprt    | 8         |
| Januar 2007    | Windows Vista                                  | NT 6.0.6002      | Longhorn                          | Nepodprt    | 9         |
| Julij 2007     | Windows Home Server                            | NT 5.2.4500      | Quattro                           | Nepodprt    | 8         |
| Februar 2008   | Windows Server 2008                            | NT 6.0.6002      | Longhorn Server                   | Nepodprt    | 9         |
| Oktober 2009   | Windows 7                                      | NT 6.1.7601      | Blackcomb, Vienna                 | Nepodprt    | 11        |
| Oktober 2012   | Windows 8                                      | NT 6.2.9200      | Metro                             | Nepodprt    | 10        |
| Oktober 2013   | Windows 8.1                                    | NT 6.3.9600      | Blue                              | Nepodprt    | 11        |
| Julij 2015     | Windows 10                                     | NT 10.0.10240    | Threshold 1                       | Nepodprt    | 11        |
| November 2015  | Windows 10                                     | NT 10.0.10586    | Treshold 2                        | Nepodprt    | 11        |
| Julij 2016     | Windows 10                                     | NT 10.0.14393    | Redstone 1                        | Nepodprt    | 11        |
| April 2017     | Windows 10                                     | NT 10.0.15063    | Redstone 2                        | Nepodprt    | 11        |
| Oktober 2021   | Windows 11                                     | NT 10.0.22621    | -                                 | Trenutno    | -         |

## Posnemanje
- ReactOS ima enak grafični vmesnik, kot sistem Windows 95/98, le, da je hitrejši, in je še podprt (ne iz strani Microsofta, tako kot Windowsi).
- Wine je program za operacijski sistem Linux, v nekaterih verzijah že vključen, namenjen uporabljanju Windows programov na Linuxu.